# هاي لام
هاي لام (بالنرويجية البوكمول: Hai Lam)‏ هو لاعب كرة قدم نرويجي في مركز الدفاع، ولد في 11 يناير 1983 في هامار في النرويج. لعب مع Hamarkameratene ‏.